# Jon Vea
Jon Vea, född 5 december 1947, är en norsk diplomat.
Vea har en cand.philol.-examen. Mellan 1992 och 2005 var han direktör i Næringslivets Hovedorganisasjon. Han tjänstgjorde som Norges ambassadör i Luanda 2008–2012 och som senior rådgivare i Utenriksdepartementet 2012–2015. År 2009 utnämndes han till riddare av första klass av Norska förtjänstorden.